# Smegma
Le smegma est, de manière générale, la sécrétion d'une glande sébacée.
Ce terme sert en particulier à désigner la substance blanchâtre et caséeuse, composée d'un mélange  de sécrétions sébacées lubrifiantes contenant des protéines et des lipides, associées à des débris de cellules épithéliales, qui s'accumule souvent sous le prépuce ou dans la région vulvaire autour du clitoris, de manière plus ou moins importante selon les individus, leur âge et leurs pratiques d'hygiène corporelle et sexuelles.
Le smegma est produit de manière naturelle chez la plupart des mammifères, mâles et femelles — y compris les humains, par les glandes prépuciales chez l'homme et les glandes de Tyson (ou glande prépuciale) chez la femme.
C'est un milieu dans lequel se développe une microflore qui fait partie du Microbiote cutané humain, qui est à l'origine d'une partie des composantes odorantes du smegma, cette odeur pourrait avoir eu, ou encore avoir une fonction hormonale ou phéromonale. 

## Étymologie
« Smegma » est un terme médical d'étymologie latine (1819, du latin smegma, « détergent », du grec smekhein, « laver, essuyer, nettoyer »).

## Le smegma humain

### Fonctions
Le smegma fait l’objet de débats anciens dans la littérature médicale depuis XXe siècle, présenté par certains (généralement partisans de la circoncision voire de l'excision) comme une substance pathogène qui causerait des cancers du col de l’utérus, de la prostate et du pénis, et présenté par d'autres (souvent opposants à l’excision et à la circoncision) comme ayant un important rôle physiologique (dont de protection contre certaines infections), et utile pour une vie sexuelle normale. Il existe aussi des défenseurs de la circoncision qui le jugent virtuellement dangereux, mais reconnaissent que la circoncision n'élimine pas le smegma, ne faisant que le rendre invisible. D'autres encore comme le couple de chercheurs Fahmy (2020) estiment qu'il s'agit simplement d'un sébum génital.

### Composition
Elle peut varier, mais Parkash et al. en 1973 observaient que le smegma contenait - dans le contexte de leur étude - 26.6% de lipides, 13.3% de protéines, à des taux compatibles avec les teneurs en lipides et protéines de débris de cellules épithéliales. Ces données ont ensuite été précisées et complétées : un smegma nouvellement produit a une texture lisse et humide ; il est riche en squalène et contient chez l'homme des sécrétions prostatiques et séminales, des cellules épithéliales desquamées et de la mucine issue des glandes urétrales de Littré. Le smegma contient aussi de la cathepsine B, des lysozymes, de la chymotrypsine, de l'élastase neutrophile et des cytokines, qui renforcent le système immunitaire.
Selon Wright, la production de smegma, faible durant l'enfance, augmente de l'adolescence jusqu'à la maturité sexuelle, où la fonction de lubrification atteint son plein potentiel. À l'âge mûr, la production commence à décliner jusqu'à devenir presque nulle. 
Jakob Øster a rapporté que du smegma est trouvé en quantité significative chez 1 % chez les enfants de 6 à 9 ans; puis chez 8 % des 14 - 17 ans (parmi ceux qui ne présentaient pas de phimosis et pouvaient être examinés).

### Chez la fille et la femme

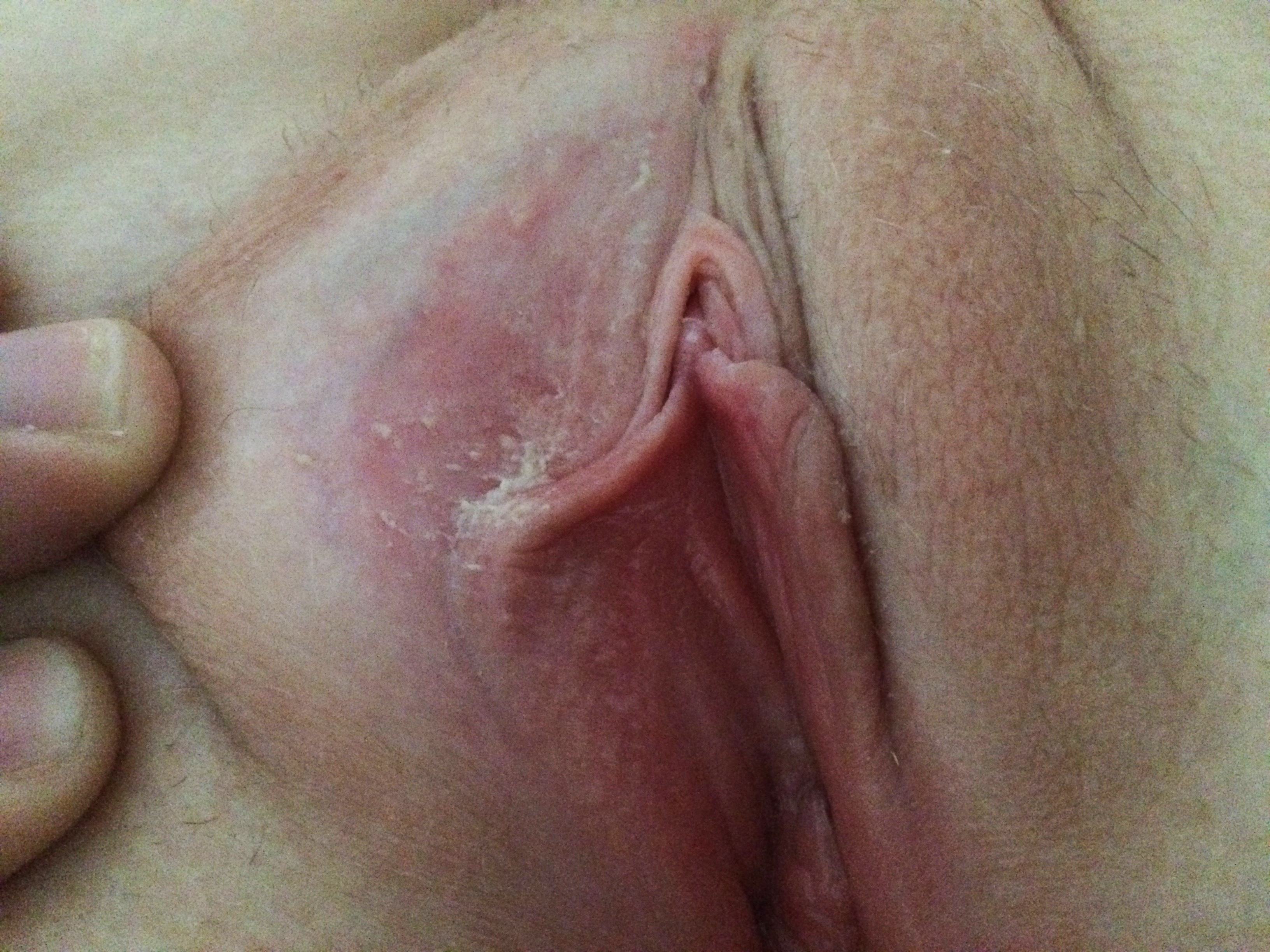
Vulve humaine épilée, avec smegma visible en bordure des grandes lèvres

Chez la jeune fille et la femme, le smegma s'accumule habituellement dans le sillon formé de chaque côté de la vulve par les petites lèvres et les grandes lèvres, ainsi que sous le capuchon du clitoris.

Il est notamment produit par les glandes de Tyson (glande prépuciale), mais modifié par le contact avec l'air, l'urine et les sécrétions vaginales ...et certains produits d'hygiène intime.

Son accumulation peut parfois induire, en le recouvrant, une diminution de la sensibilité du clitoris.
En complément des sécrétions vaginales et vulvaires, il servirait à nettoyer et lubrifier les organes génitaux féminins, le clitoris en particulier, tout en participant à la signature odorante individuelle (personnalisée, mais également sexuée, c'est-à-dire différente de la signature masculine).
Dans l'éducation des jeunes filles bourgeoises ou des pensionnats religieux du XIXe siècle, dans un contexte à la fois hygiéniste (pastorien) et particulièrement « prude », le smegma semble avoir été très négativement connoté. Une double raison pourrait être son odeur, probablement plus intense à cette époque où les moyens d'hygiène intime étaient plus rares qu'aujourd'hui, et le fait qu'il soit supposé favoriser ou induire un besoin de masturbation — alors également négativement connotée (la femme n'était censée avoir une sexualité qu'au service de l'enfantement et réserver le plaisir sexuel (quand il était toléré) à son seul époux). Le contexte social victorien et hygiéniste a favorisé dans l'Angleterre victorienne puis dans une partie de l'Amérique du Nord, une « mode » consistant à circoncire les jeunes filles de bonne famille, voire à leur imposer la clitoridectomie. La littérature médicale de l'époque montre que les médecins avaient conscience de l'importance de la stimulation clitoridienne pour la femme, et cherchaient souvent à conserver le clitoris, tout en répondant à la demande des parents ou autorités de tutelle de corriger un état malsain supposé encourager la masturbation, voire la démence. Ces médecins nettoyaient le smegma, ou les adhérences entre le clitoris et son capuchon, ou procédaient à l’exérèse du capuchon (circoncision féminine) et parfois à l'ablation du clitoris (clitoridectomie) pour corriger l'instinct sexuel de jeunes filles jugées tombées dans un état tenu pour malsain par la société de l'époque, avec le risque de provoquer des infections post-opératoires graves, des séquelles physiques, et en causant parfois des troubles de la sexualité féminine pour toute la vie.

### Chez le garçon et l'Homme

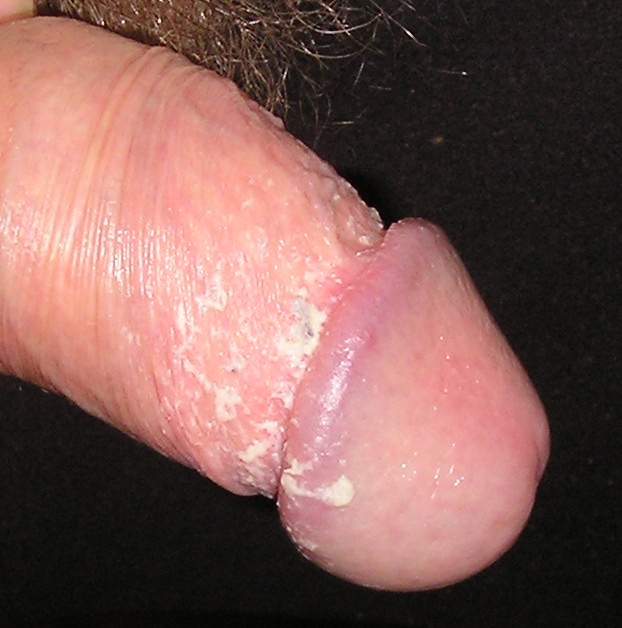
pénis humain, avec segma visible à la base du gland

#### Chez le garçon
Chez le garçon en bas âge, la sécrétion de smegma permet ou favorise le bon « décollement » du prépuce par rapport à l’épithélium du gland (généralement solidaires dès la naissance et jusqu'à l'âge de deux à quatre ans),, tout en diminuant le risque de phimosis. Chez l'adolescent, il servira ensuite à nettoyer et lubrifier les organes génitaux masculins et la base du gland, tout en participant à la signature odorante individuelle.

#### Chez l'adulte
A partir de la puberté, le smegma aide à garder l'humidité du gland puis facilite les rapports sexuels, en agissant comme un lubrifiant,,.

## Smegma et santé
De petites accumulations de smegma sont normales, naturellement trouvées autour de la base du gland du pénis ou du clitoris, y compris chez le jeune enfant. Elles ne sont pas cancérigènes et elles n'induisent pas de dommage, ni même d'irritation, mais l'opinion médicale considère qu'une accumulation « excessive » ou de longue durée de smegma sous le capuchon clitoridien ou chez le garçon et l'homme dans le sillon balano-préputial, entre le gland et le prépucedoit être évitée, car c'est une cause possible de complications.
En effet, en certaines circonstances, le smegma peut s'accumuler en quantité un peu plus importante, ou en formant de petits amas localisés, notamment dans la cavité préputiale chez les jeunes garçons, c'est-à-dire sous le prépuce, qui présente un phimosis naturel considéré comme physiologique jusqu’à l’âge de 4 ans, un phimosis qui est ensuite auto-résolutif alors que le prépuce devient naturellement plus élastique et rétractile. Au fur et à mesure que le phimosis physiologique disparaît, normalement dans l’enfance, les adhérences préputiales sont libérées. Le piégeage du smegma avant la fin de ce processus peut former des nodules lisses et palpables, parfois dits « perles de smegma ». Bien qu’assez courant ce phénomène, généralement provisoire et bénin, a été peu décrit par la littérature. La méconnaissance de cette entité médicale et un manque de sensibilisation peuvent entraîner l'inquiétude des parents, notamment quand un nodule pénien, de teinte jaunâtre, dans la tige du pénis, sans douleur, ni saignement ni écoulement peut aussi apparaitre. Pour les pédiatres qui ne sont pas familiers du sujet, ce type d'accumulation de smegma peuvent être source de dilemme diagnostique, en entraînant parfois des investigations, voire des opérations (circoncision) inutiles. avec comme conséquence possible : 
- une infection de type comédon (y compris chez des personnes circoncises, mais très rarement)[20] ;
- l'aggravation d'un type d'inflammations du gland, connues sous le nom de balanites, qui est une cause de phimosis[21] ;
- perles ou kystes : on parle de « perle de Smegma » quand ce smegma n'a pas de « sac de couverture » ; et dans le cas contraire où il est recouvert d’une paroi épithéliale bien formée, on parle de « kyste de smegma »[22]. Si le kyste de smegma perdure longtemps, il peut se transformer (y compris, très rarement, chez la femme)[23] en une structure dure évoquant de la pierre (on parle alors de calcul préputial[24], de « tartre préputial »[25], ou de Segmolithe, ou de smegmolith pour les anglophones), qui est source d'irritation chronique due à l'accumulation de minéraux cristallisés. Les perles de Smegma sont bénignes et se résolvent spontanément avec le temps ; les kystes peuvent nécessiter une opération chirurgicale. 
Le diagnostic différentiel clinique des perles de smegma vise, en se basant sur l'emplacement et l’âge d’apparition, à éliminer les hypothèses suivantes :  la perle d'Epstein préputiale[26] ; le kyste préputial (situés sous le gland tandis que les perles d’Epstein préputiales sont situées à l’extrémité du prépuce et s’estompent à 1 semaine de vie)[22] ; le kyste du raphé médian (présents sur la surface ventrale du pénis près du gland) ; le smegmalithe (qui concerne généralement l'adulte, sous forme de structures pierreuses dures) ; un éventuel corps étranger[22].

Le meilleur moyen d'éviter l'accumulation de smegma consiste simplement à laver périodiquement la région concernée à l'eau tiède, de préférence sans savon ni produits à base de savon, qui peuvent enlever le film gras (film hydrolipidique) recouvrant et protégeant naturellement la peau, et favoriser le dessèchement de la muqueuse du gland ou de la vulve, voire provoquer des dermatites atopiques.
En Europe, un article yougoslave de 1974 a émis l'hypothèse que le smegma préputial puisse favoriser le cancer, hypothèse qui a été utilisée par certains promoteurs de la circoncision, et qui a favorisé une tendance à la circoncision préventive du nouveau-né. Cette hypothèse a ensuite — sur la base de nombreuses données scientifiques disponibles — été démentie,.
Dans certaines régions du monde (Inde, certains pays africains), le smegma semble (les arguments scientifiques sont encore discutés en raison de biais possibles) pouvoir particulièrement abriter ou favoriser le VIH. Cet argument a aussi été utilisé pour encourager la circoncision.

### Incidence de la circoncision
Les hommes circoncis, suivant leur degré de circoncision, ne produisent pas (ou très peu) de smegma. L'association de la circoncision à une meilleure hygiène est invoquée depuis l'Antiquité, Hérodote rapportant au Ve siècle av. J.-C. dans le second livre de ses Histoires que les prêtres d'Égypte se circoncisaient par mesure d'hygiène. Cette idée antique a perduré jusqu'à nos jours, provoquant un débat sur son fondement scientifique, l'American Academy of Pediatrics soulignant que « la circoncision a été suggérée comme une méthode efficace pour maintenir l'hygiène du pénis depuis l'époque des dynasties égyptiennes, mais il existe peu de preuves pour affirmer le lien entre le statut de circoncision et une hygiène optimale du pénis ». Si, en 2010, la Royal Dutch Medical Association affirmait « qu'il n'existe aucune preuve convaincante que la circoncision est utile ou nécessaire sur le plan de la prévention ou de l'hygiène. », pour l'OMS « l’hygiène du pénis est plus facile pour les hommes circoncis. Les sécrétions ont tendance à s’accumuler entre le gland et le prépuce, ce qui oblige les hommes non circoncis à décalotter le gland pour nettoyer régulièrement le prépuce ». Une obligation, ou plutôt la marque d'une hygiène régulière puisqu'il suffit d'un peu d'eau pour effectuer cette toilette, ce qui peut poser un problème dans les régions du monde où l'eau est rare. « La circoncision empêche la production du smegma secrété par les glandes sébacées situées sur la surface interne du prépuce et qui sert à nettoyer et lubrifier le gland. »

## Chez les autres mammifères
Chez l'animal, bien que des infections prépuciales ou du gland soient connues, le smegma semble avoir un rôle plutôt protecteur contre les microbes (on l'a même utilisé comme médicament, avec le castoréum par exemple).
En médecine vétérinaire, l'analyse du smegma est parfois utilisée pour la détection des agents pathogènes des voies génito-urinaires, tels que le Tritrichomonas foetus.

### Chez le cheval
L'accumulation de smegma chez le cheval pourrait favoriser le transport du Taylorella equigenitalis (en), l'agent causal de la métrite contagieuse équine. Certains vétérinaires équins ont ainsi recommandé le nettoyage périodique des organes génitaux des chevaux afin d'améliorer leur santé.